# Diocesi di Luperciana
La diocesi di Luperciana (in latino Dioecesis Lupercianensis) è una sede soppressa e sede titolare della Chiesa cattolica.

## Storia
Luperciana, nell'odierna Tunisia, è un'antica sede episcopale della provincia romana dell'Africa Proconsolare, suffraganea dell'arcidiocesi di Cartagine.
Resta difficile l'identificazione di Luperciana. Essa può corrispondere ad Henchir-Tebel, oppure alle rovine di Gasseur-Tatoun.
Unico vescovo documentato è Pelagiano, che prese parte al concilio di Cartagine convocato il 1º settembre 256 da san Cipriano per discutere della questione relativa alla validità del battesimo amministrato dagli eretici, e figura al 44º posto nelle Sententiae episcoporum.
Dal 1933 Luperciana è annoverata tra le sedi vescovili titolari della Chiesa cattolica; dal 27 febbraio 2020 il vescovo titolare è Michael Arsenio Saporito, vescovo ausiliare di Newark.

## Cronotassi

### Vescovi residenti
- Pelagiano † (menzionato nel 256)

### Vescovi titolari
- Martín Legarra Tellechea, O.A.R. † (18 marzo 1965 - 3 aprile 1969 nominato vescovo di Santiago de Veraguas)
- Albert Vincent D'Souza † (29 maggio 1969 - 11 gennaio 1971 dimesso)
- Thomas Nkuissi † (29 gennaio 1973 - 15 novembre 1978  nominato vescovo di Nkongsamba)
- Zithulele Patrick Mvemve † (10 marzo 1986 - 26 marzo 1994 nominato vescovo di Klerksdorp)
- Leonardus Dobbelaar, C.M. † (10 giugno 1994 - 21 marzo 2008 deceduto)
- João Evangelista Pimentel Lavrador (7 maggio 2008 - 29 settembre 2015 nominato vescovo coadiutore di Angra)
- Miguel Ángel Ayuso Guixot, M.C.C.I. † (29 gennaio 2016 - 5 ottobre 2019 nominato cardinale diacono di San Girolamo della Carità)
- Michael Arsenio Saporito, dal 27 febbraio 2020